# Schloss Uppsala

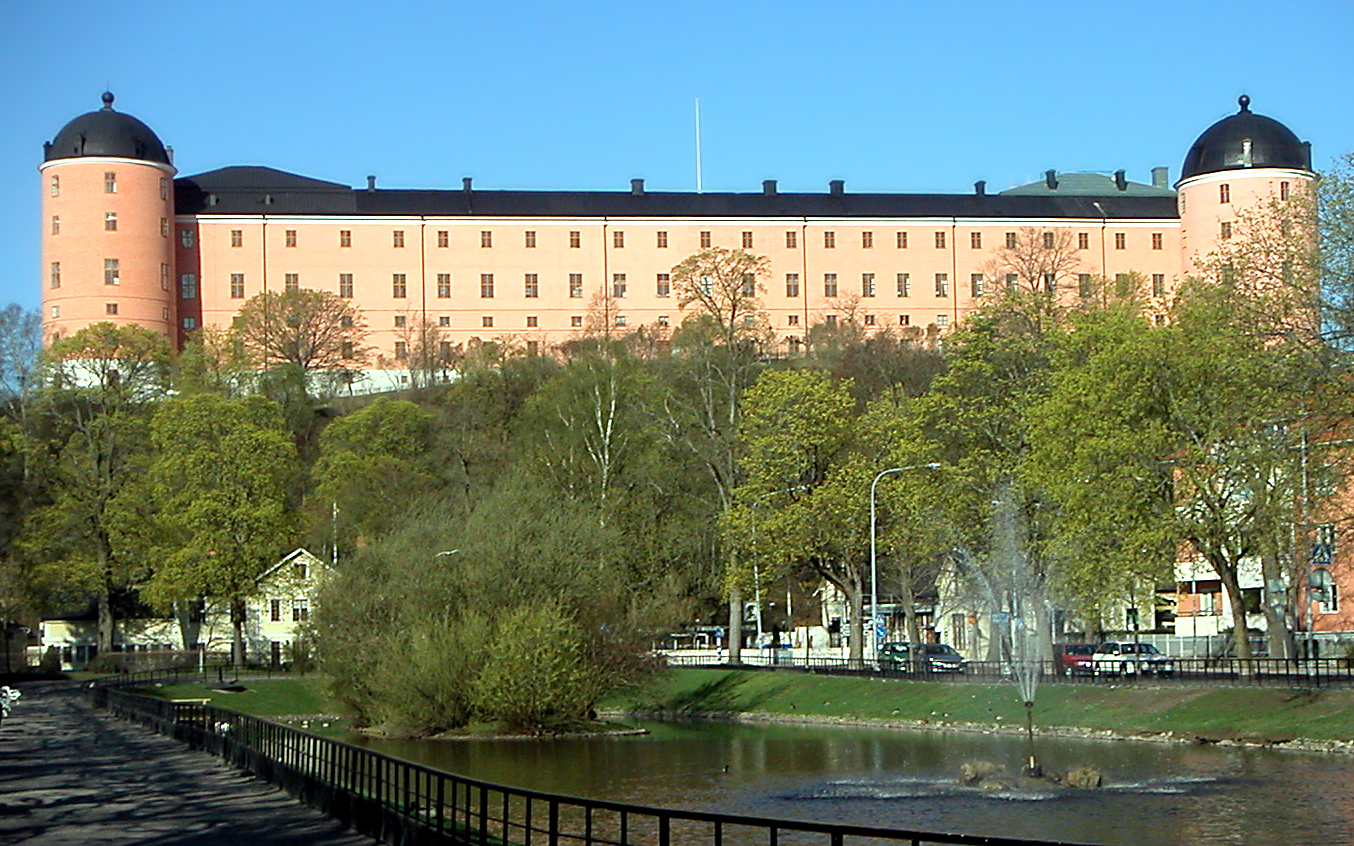
Schloss Uppsala

Schloss Uppsala wurde ursprünglich unter Gustav Wasa begonnen. Als Bauplatz wählte man die Erhebung südlich der damaligen Stadt mit dem Fluss Fyrisån zu Füßen. Nach der Überlieferung wurde 1549 hierfür der Grundstein gelegt, allerdings ist mit den eigentlichen Arbeiten schon 1547 begonnen worden.
1548 wurde mit dem südwestlichen Turm begonnen. Die Aufsicht über den Bau hatte Henrik von Cöllen, der schon vorher die Arbeiten auf Schloss Gripsholm geleitet hatte.
Ihm folgte 1550 Pavel Schütz, der das Schloss ausbaute und nach Norden eine große Vorburg anlegen ließ. Außerdem legte er zwei Bastionen an und errichtete eine Mauer um die ganze Anlage. Zu diesem Zeitpunkt stand das Schloss nicht in der heutigen Nord-Süd-Ausrichtung, sondern in einer Ost-West-Ausrichtung. Von diesem Bauabschnitt sind heute nur noch wenige Überreste zu finden, z. B. die Mauer, auf der der hölzerne Glockenturm steht.
1572 wurde das Schloss bei einem Brand stark beschädigt. Johann III. gab daraufhin Franz Parr (auch Franziskus Pahr) den Auftrag, das niedergebrannte Schloss wieder aufzubauen. Parr wurde aus Mecklenburg angeworben. Dort hatte er vorher das Schloss Güstrow entworfen, und auch im Schloss Uppsala finden sich heute noch einige Details wieder, die dem Güstrower Schloss gleichen, so z. B. das König-Jan-Tor. Der vornehmste Raum des Schlosses war zu dieser Zeit die Kirche. Sie nahm ganze drei Stockwerke ein und schloss den darin gelegenen Thronsaal mit ein. Heute sind hiervon allerdings nur noch einige Stuckornamente erhalten. Der östliche Turm war noch nicht fertiggestellt, als Parr 1580 starb.

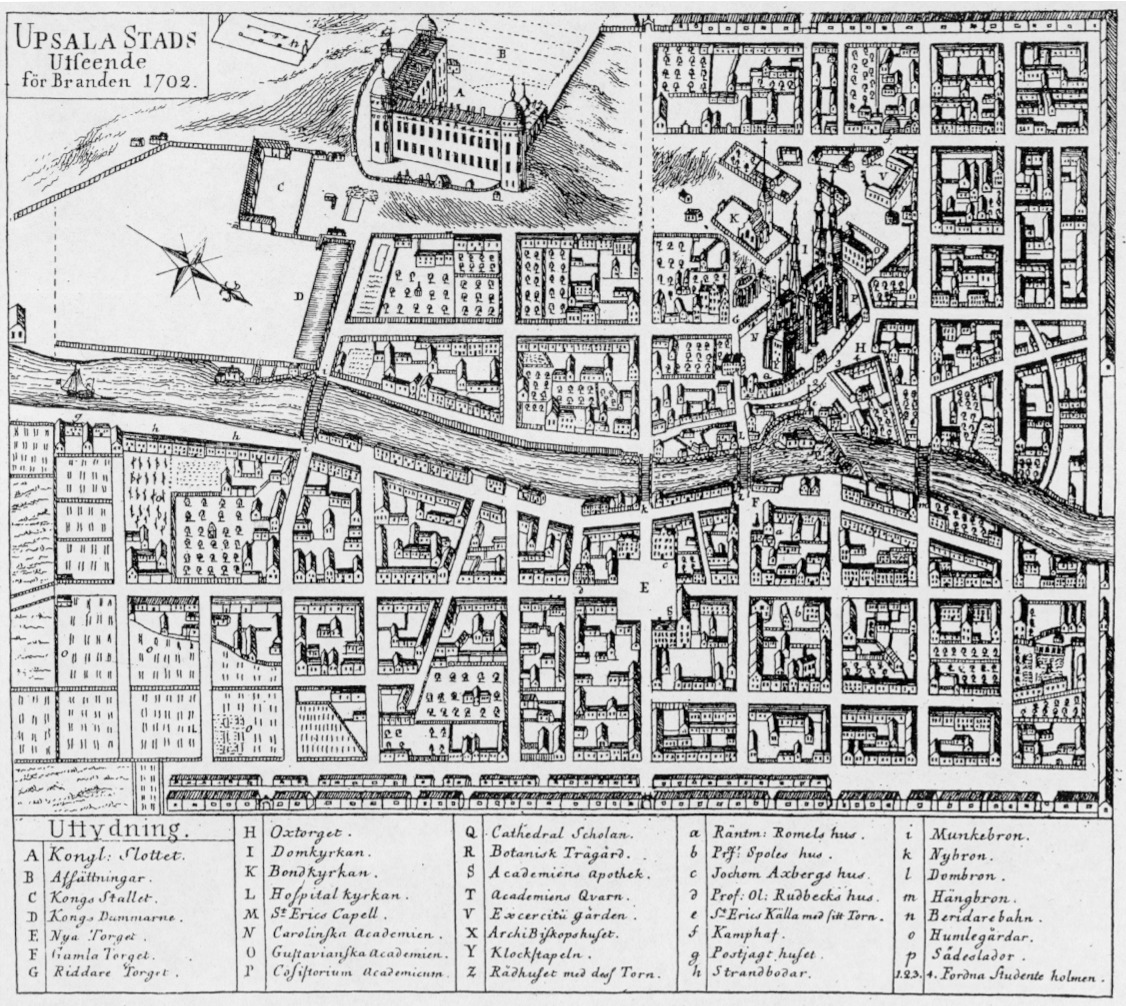
Uppsala vor dem Brand von 1702

Der Bau schritt in der Zeit von Karl IX. und Gustav II. Adolf weiter voran. In dieser Zeit wurde das sogenannte Langschloss gebaut, das sich vom östlichen Turn nach Norden erstreckte. Den Abschluss bildete der nördlich Turm, der 1614 fertiggestellt wurde. Gustav Adolfs Tochter und Nachfolgerin Christina dankte am 16. Juni 1654 auf einem Reichstag im Schloss Uppsala ab; Nachfolger wurde ihr Cousin Karl X. Gustav aus dem Haus Wittelsbach (Pfalz-Zweibrücken-Kleeburg).
1665 begann man, den Schlossgarten anzulegen. Heute befindet sich hier der Botanische Garten. Am 16. Mai 1702 brannte das Schloss erneut ab, diesmal im Zug des großen Brandes, der ganz Uppsala heimsuchte. Eine Wiederherstellung des Schlosses wurde als unmöglich angesehen, und so wurden die Ziegel der verbliebenen Mauern zum Bau des Krankenhauses in Uppsala und des Stadtschlosses in Stockholm verwendet. Der südwestliche Turm wurde in der Folgezeit eingerissen. Erst 1744 beschloss Erbprinz Adolf Friedrich, die verbliebenen Teile des Schlosses wiederherzustellen.
Die Arbeiten dauerten von 1749 bis 1762. In dieser Zeit wurde das Langschloss wiederhergestellt und auch der nördliche Turm. Allerdings ruhten die Arbeiten vollständig nach 1762, ehe schließlich zwischen 1815 und 1820 der südliche Turm fertiggestellt wurde. Bis 1866 nutzte man diesen als Gefängnis.
Auf einem Mauerrest befindet sich seit 1756 ein hölzerner Glockenturm mit einer Glocke, die Königin Gunilla 1588 gießen ließ. Diese Glocke wird auch im Zusammenhang mit Valborg genutzt.

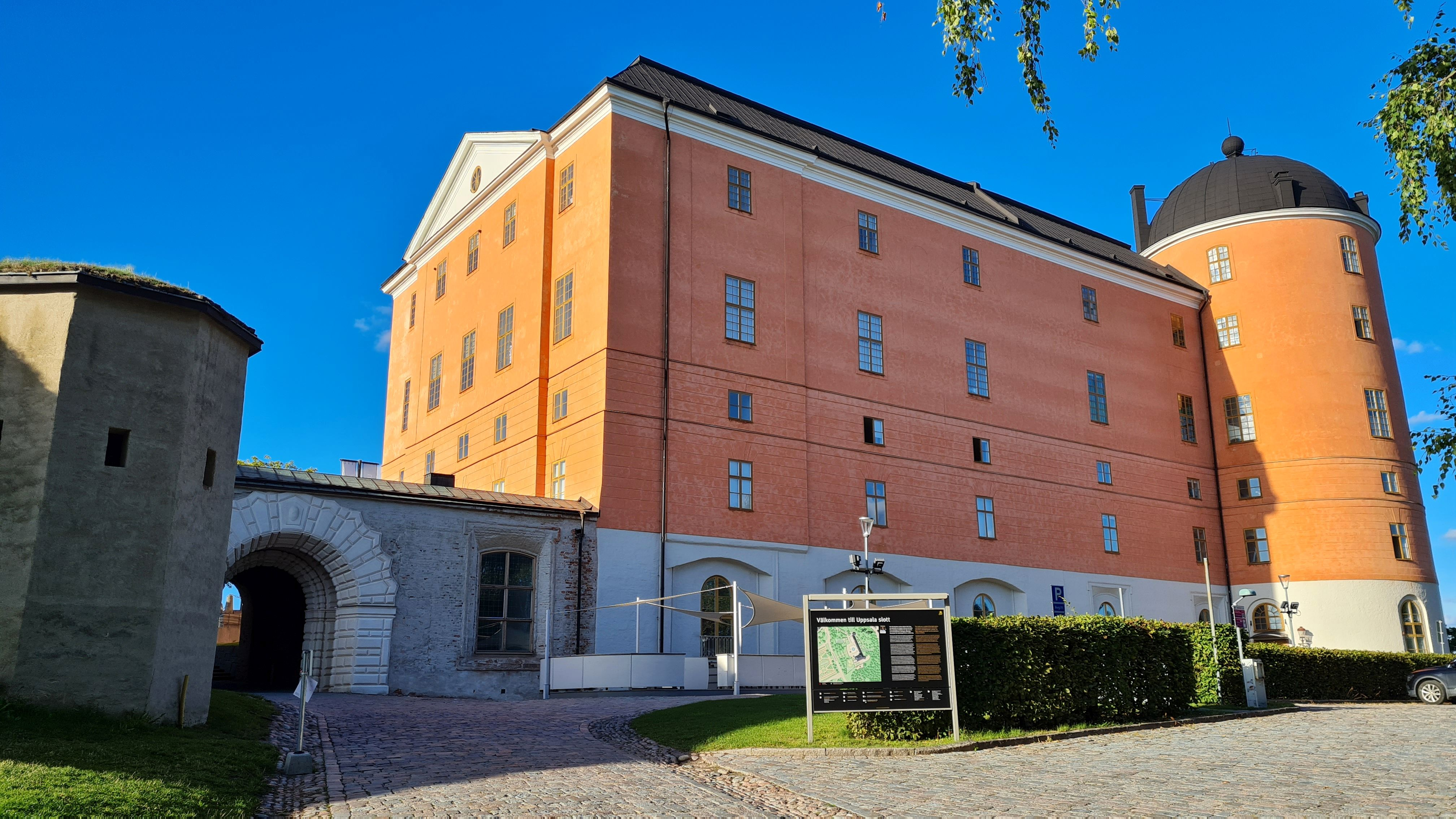
Südseite des Schlosses mit dem Uppsala Kunstmuseum (2022)

Im Schloss befinden sich seit Beginn des 20. Jahrhunderts verschiedene Einrichtungen der Universität Uppsala, ein Kunstmuseum und auch die Wohnung des Regierungspräsidenten der Provinz Uppsala. 1935 wurde das Schloss als Byggnadsminne unter staatlichen Schutz gestellt.